# Distretto di Puente Piedra
Il distretto di Puente Piedra (spagnolo: Distrito de Puente Piedra) è un distretto del Perù che appartiene geograficamente e politicamente alla provincia e dipartimento di Lima.